# Agostino Depretis
Agostino Depretis, (Bressana Bottarone, 31. siječnja 1813. — Stradella, 29. srpnja 1887.), bio je talijanski političar.
Depretis je po zanimanju bio pravnik. Imao je istaknutu ulogu u talijanskoj težnji za ujedinjenjem i bio je izabran 1848. u zastupnički dom, u kom je bio prisutan kontinuirano do svoje smrti. Depretis je obnašao dužnost ministra javnih radova 1862., a poslije tog bio je i ministar pomorstva kao i ministar financija 1866. – 67. Postaje predsjednik stranke radikalnog centra 1873., naslijedivši na toj funkciji Urbana Rattazzia. U periodu
1876. – 78. bio je premijer, a istovremeno i ministar financija i ministar vanjskih poslova. Ponovo kratko postaje premijer 1879., a zatim ministar unutarnjih poslova 1879. – 1881.  
I treći put je obnašao dužnost premijera od 1881. pa do svoje smrti 1887. godine. 
Kroz česte rekonstrukcije ministarstava, Depretis je oslabio stranačke veze i na taj način zadržao vodstvo tzv. tranformističkog sustava. Zajedno s Pasqualeom Manciniem pridružuje Italiju 1882. Trojnom savezu, modificiran dodavanjem klauzule o kompenzacijama na Balkanu 1887., nešto što je kasnije dovelo ro raspada alijanse 1915. Depretisova ekonomska politika snažno je kritizirana i bila je povezana s talijanskim financijskim poteškoćama sve do ranih 1900-ih.